# 浅井病院
医療法人静和会 浅井病院（いりょうほうじんせいわかい あさいびょういん）は、千葉県東金市にある医療機関。医療法人静和会設置の病院である。精神保健指定病院、応急入院指定病院である。

## 沿革
- 1946年（昭和21年）10月 千葉県東金市田間に浅井利勇が内科・神経科・精神科の診療所を開設。
- 1959年（昭和34年）10月9日 東金市家徳に医療法人静和会浅井病院が26床を持って開設。
- 1970年（昭和45年） 6回の増築･増床が行なわれ、計282床となり基準看護特2類認可。
- 1978年（昭和53年） 12月末には355床に増床。
- 1979年（昭和54年） コンピュータ･システム導入。
  - 9月 精神科デイケア施設認可。
- 1980年（昭和55年） 基準看護特1類認可。
- 1982年（昭和57年）7月 精神科作業療法施設認可。
- 1983年（昭和58年） 増改築により精神科324床(I類)、一般(内科)87床(特I類)となり、それにより身体合併症および神経内科的疾病の治療も可能となる。
- 1986年（昭和61年）11月 精神科354床(I類)に増床。
- 1990年（平成2年）9月 老人保健施設「老人ケアセンター浅井」を開設。
- 1992年（平成4年）2月 浅井利勇理事長が名誉院長に、浅井邦彦が院長に就任。同年3月、秀野武彦が副院長に就任。
- 2000年（平成12年）12月 浅井邦彦が理事長に就任し院長職との兼務となる。
- 2015年（平成27年）4月 浅井禎之が理事長に就任。

## 診療科等
- 精神科
- 神経内科
- 内科
- 消化器科
- 乳腺
- 循環器
- 整形外科
- 脳神経外科
- 歯科
- 人間ドック

## 医療機関の指定・認定
出典
| 社会保険指定医療機関                         | 国民健康保険指定医療機関                   |
| 生活保護法指定医療機関                       | 結核予防法指定医療機関                     |
| 精神保健福祉法指定医療機関                   | 身体障害者福祉法指定医療機関               |
| 母子健康法指定医療機関                       | 原爆被爆者一般疾病指定医療機関             |
| 特定疾患治療研究事業指定医療機関             | 麻薬取締法指定医療機関                     |
| 労災保険指定医療機関                         | 応急入院指定医療機関                       |
| 精神科救急施設                               | 児童福祉法指定医療機関                     |
| 精神保健福祉法による指定病床15床             | 政府管掌健康保険生活習慣病予防施設         |
| 医療監察法指定通院医療機関                   | 第二種協定指定医療機関                     |
| 認知症疾患医療センター                       | 千葉県精神障害者地域移行・地域定着協力病院 |
| 精神科専門医研修施設                         | 卒後臨床研修病院                           |
| 日本消化器内視鏡学会指導施設                 | 日本てんかん学会認定研修施設               |
| 日本臨床神経生理学会認定教育施設（脳波分野） | 日本精神科救急学会認定施設                 |